# Гружчанский сельский совет (Кролевецкий район)
Гружчанский сельский совет (укр. Гружчанська сільська рада) — входит в состав
Кролевецкого района
Сумской области
Украины.
Административный центр сельского совета находится в 
с. Грузское
.

## Населённые пункты совета
- с. Грузское
- с. Мостище
- с. Тарасовка